# 양심

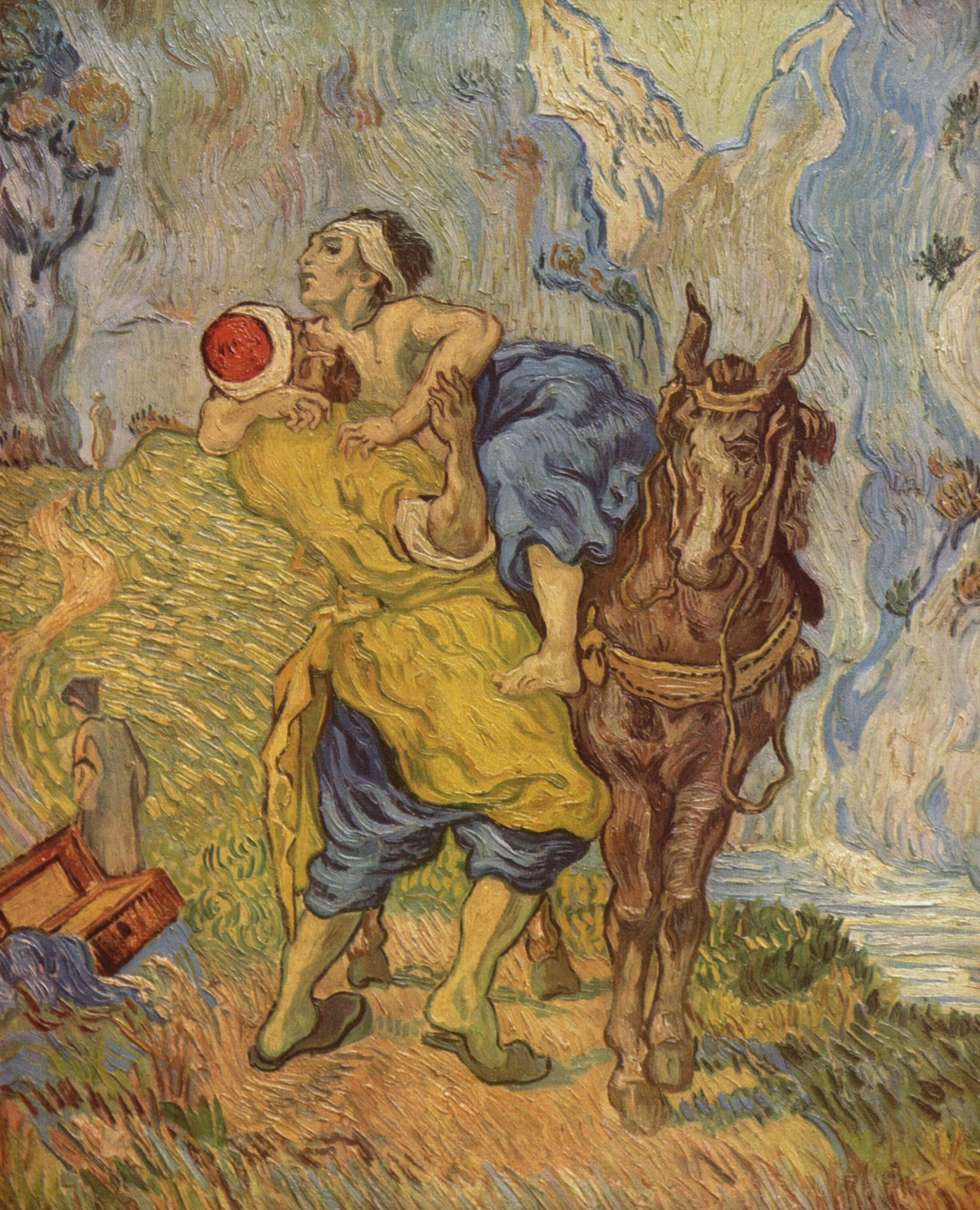

양심(良心, 문화어: 량심)은 선악을 판단하고 선을 명령하며 악을 물리치는 도덕 의식이다. 양심의 가책이나 양심에 부끄럽지 않다고 말하듯이 자기가 행하거나 행하게 되는 일, 특히 나쁜 행위를 비판하고 반성하는 의식을 말한다.
양심은 교감 중추 신경계 반응에서와 같이 즉각적인 감각 인식과 반사 반응을 기반으로 한 연관성으로 인해 유발되는 감정이나 생각과 대조된다. 일반적으로 양심은 사람이 자신의 도덕적 가치와 충돌하는 행위를 저지를 때 후회하는 감정을 느끼는 것으로 종종 묘사된다. 양심이 행동에 앞서 도덕적 판단을 내리는 정도와 그러한 도덕적 판단이 이성에 기반을 두고 있는지 또는 기반을 두어야 하는지 여부는 현대 역사 전반에 걸쳐 낭만주의 이론과 다른 반동주의 이론과 병행하여 인간 생명 윤리의 기본 이론 사이에 논쟁을 불러일으켰다.
양심에 대한 종교적 견해는 일반적으로 그것을 모든 인간에게 내재된 도덕성, 자비로운 우주 및 신성과 연결되어 있다고 본다. 종교의 다양한 의식적, 신화적, 교리적, 법적, 제도적, 물질적 특징은 양심의 기원과 작용에 대한 경험적, 정서적, 영적 또는 관상적 고려와 반드시 일치하지 않을 수도 있다. 일반적인 세속적 또는 과학적 견해는 양심의 능력이 아마도 유전적으로 결정되며, 그 주제는 아마도 문화의 일부로 학습되거나 각인될 것이라고 간주한다.
양심에 대해 일반적으로 사용되는 은유에는 "내부의 목소리", "내면의 빛", 심지어 그리스인들이 "다이모닉 기호"라고 부르는 것에 대한 소크라테스의 의존, 회피(ἀποτρεπτικός apotreptikos) 내면의 목소리가 막 들리려고 할 때만 들리는 것이 포함된다. 양심은 국내법 및 국제법의 개념이기도 하며, 세계 전체에 적용되는 것으로 점점 더 인식되고 있으며, 공익을 위한 수많은 주목할 만한 행위의 동기가 되었으며, 많은 저명한 문헌 사례의 주제가 되어 왔다.

## 개신교에서의 양심[1]
조웰 비키는 그의 책 청교도의 신학에서 청교도의 양심에 대하여 연구하였다.

### 종교개혁자들
종교개혁자들은 모두 양심이 하나님의 말씀과 영적인 교류를 해야 한다고 강조하였다.

#### 마틴루터
루터가 양심의 일들을 고찰하고 있을 때, 이신칭의를 착안해 내었다. 루터의 기독교는 양심의 종교였다. 그것은 죄, 죄책감, 성경과 말씀의 순종은 모두 양심을 필요로 하는 것이었기 때문이다. 그는 양심에 거리끼는 모든 것을 하나님께 고백함으로써, 사람들 앞에서 당당해 질 수 있었다.

#### 존 칼빈
칼빈은 양심의 문제를 기독교인의 자유의 개념안에서 이해하였다. 그는 양심이 하나님의 법정앞에서 하나님과 사람 사이에 선다고 보았다.

#### 청교도
윌리암 퍼킨스는 양심에 대하여 어떻게 하면 선한양심을 가질 수 있는 방법에 대하여 저작하였고, 윌리엄 에임스는 양심이 가진 저력과 여러 경우에 대하여 저작하였다.

### 양심의 본질
- 양심은 하나님에 의해 사람에게 조각되었으며, 아담의 범죄 이후 양심도 처참하게 타락하였다. 양심은 천국, 지옥, 그리고 이 땅에서도 언제나 존재할 것이다. 양심의 존재를 부정하는 자들은 그들의 죄에 의해 적극적으로 움직일 것이다.
- 양심은 자신에 대한 지식과 자신을 심판하는 데 사용된다.
- 양심은 삼단논법적으로 생각한다.(토마스 아퀴나스의 가르침) <예> 주요 명제: 나는 죄 안에 있고 나는 죽는다. 부제: 나는 죄 안에 산다. 결론: 그러므로 나는 죽어야 한다.
- 양심은 우리의 영혼에 하나님을 대표한다.

### 양심의 타락
타락된 양심은 다음 6가지로 분류된다.
1. 두려움에 떨거나 의심하는 양심
2. 도덕주의자 양심
3. 가짜 양심
4. 무지나 오해의 양심
5. 졸고 있는 양심
6. 화인 맞은 양심

### 양심의 회복
- 양심은 반드시 설교에 의해 깨우쳐져야 한다.
- 양심은 반드시 성경에 의해 정보를 얻어야 한다.
- 양심은 반드시 복음으로 치료되어야 한다.
- 양심은 반드시 자기점검에 의해 훈련되어야 한다.

## 같이 보기
- 이타주의
- 양심적 병역 거부
- 성실성
- 의식 (심리철학)
- 윤리학
- 진화 윤리
- 도덕의 진화
- 자유의지
- 죄책감
- 지미니 크리켓
- 심신 문제
- 도덕
- 심리철학
- 합리성
- 이성